# Montoulieu (Hérault)
Montoulieu – miejscowość i gmina we Francji, w regionie Oksytania, w departamencie Hérault.
Według danych na rok 1990 gminę zamieszkiwało 87 osób, a gęstość zaludnienia wynosiła 5 osób/km² (wśród 1545 gmin Langwedocji-Roussillon Montoulieu plasuje się na 814. miejscu pod względem liczby ludności, natomiast pod względem powierzchni na miejscu 450.).